# District de Belfort
Le district de Belfort est une ancienne division territoriale française du département du Haut-Rhin de 1790 à 1795.
Il était composé des cantons de Belfort, Cernay, Dannemarie, Delle, Fontaine, Giromagny, Massevaux, Saint Amarin et Thann.